# 郭健平
郭健平（1964年—），本名夏曼·夫阿原，達悟族，蘭嶼文化工作者。國中畢業後來台灣，經歷擔任工人，碩士論文討論達悟族的禁忌，畢業於玉山神學院，曾任自立報系記者、民進黨文宣、勞動黨創黨黨員暨中央委員、街頭運動组织者、臺灣原住民族權利促進會委員、臺東縣議員等。自台灣回到蘭嶼後，致力於蘭嶼文化保存、蘭嶼自治及反核運動。

## 貢獻
文化保存部份，郭健平時常擔任達悟語翻譯，協助國內外學者到蘭嶼進行地質、動植物、海洋生態、民族音樂、達悟文學等研究。與呂鈺秀合著的《蘭嶼音樂夜宴：達悟族的拍手歌會》（Tao's moonlight concert: singing party with handclapping）是近年來研究達悟傳統音樂最重要的著作之一。郭健平也常受邀至國際學術研討會上發表，是為達悟族在國際上的代言人。
2007年，郭健平率領達悟族人建造Ipanga na，1001跨越號船，長1016 cm ，寬170 cm，高270 cm。（ipanga na是Tao語裡的名詞，有跨越、航行之意，動詞是ingana nga na，意指「從這裡到那裡，再到那裡……」。ingana na表示移動，而「1001」，是因為大船超過了10公尺長。）嘗試跨越傳統與現代，將達悟海洋文化介紹給臺灣人和西方國家。此項目引起國際世界對達悟文化的關注。
蘭嶼自治部份，極力爭取蘭嶼成為自治鄉。反核部份，擔任蘭嶼反核自救運動領導人。